# Бантиш-Каменський Микола Миколайович
Мико́ла Микола́йович Банти́ш-Ка́менський  (рос. Николай Николаевич Бантыш-Каменский; 27 грудня 1737 — 1 лютого 1814) — український і російський історик, археограф, бібліограф. Народився в Ніжині, Україна. Випускник Московського університету. Прибічник імператора Павла І. Дійсний статський радник (1799). Голова архіву Колегії закордонних справ Росії (1800—1814). Член Російської академії наук (1808). Евакуював московський архів Колегії під час захоплення Москви Наполеоном (1812). Займався систематизацією і публікацією архівних документів. Автор підручників з латинської мови для семінарій Відомства православного сповідання Російської імперії. Упорядник видань богословів Феофана Прокоповича, Варлаама Лащевського, Феофілакта Горського, Іакинфа Карпінського. Підготував до друку низку староукраїнських пам'яток і цілий корпус міжнародної документації, зокрема з Гетьманщини. Небіж українського вченого-латиниста, архієпископа Амвросія Зертис-Каменського. Батько Дмитра Бантиш-Каменського, автора 4-томної «Історії Малой Росії». Нагороджений Орденом святого Володимира 2-го ступеня (1802). Помер у Москві, Росія.

## Біографія
Народився в Ніжині 16 грудня 1737 року. Походив із давнього молдавського роду
Ріс без батька. Початкову освіту отримав від своєї матері, потім навчався в ніжинської грецькій школі. На запрошення брата матері, єпископа Амвросія Зертис-Каменського, продовжив освіту в Києво-Могилянській академії (1745-1754), де вивчав риторику, поезію, грецьку та латинську мови. . Після закінчення їде до  Москви, де навчається в Московській духовній академії (1754-1758). У вільний час в займався читанням латинських письменників.
З 1758 слухав лекції у відкритому Московському університеті, за успіхи отримав звання студента університету. 1760 у Петербурзі переклав першу частину «Історії Петра Великого» Вольтера.
З 31 грудня 1762 року, після закінчення університету, працює в архіві. З 1765 року — помічник керуючого архівом. Внаслідок несприятливих умов роботи до 1780 практично втратив слух.
Також Микола Бантиш ледь не загинув під час чумного бунту 1771 разом з дядьком Амвросієм Зертис-Каменським — тоді митрополита Амвросія пошматував розлючений натовп москалів. На згадку про покійного родича, Бантиш узяв його прізвище і став іменуватися Бантиш-Каменським.
На нього звернув увагу уряд, проте молодий вчений з любові до свого архіву відмовлявся від будь підвищень, які вимагали б від нього зміни роботи. Зокрема, відмовився від місця обер-секретаря у Колегії закордонних справ Російської імперії.
Бантиш-Каменський надавав неоціненну допомогу в підборі джерел всім великим історіографікам свого часу. Тільки після двадцяти років роботи в архіві, 7 листопада 1783, він був призначений другим керуючим архіву.
Бантиш-Каменський відрізнявся крайнім консерватизмом. Він із занепокоєнням стежив за обстановкою в країні і світі. Навіть московський Англійський клуб здавався йому підозрілим. Для зануреного в фоліанти відлюдника було, як він писав, «дивно, що не хочуть люди спокійно жити і стопам предків своїх слідувати».
Цей світогляд зблизив його з Павлом I, у правління якого кар'єра Бантиша отримала новий імпульс.
24 вересня 1799 він став дійсним статським радником; 9 травня 1800 призначений керуючим московським архівом Колегії закордонних справ. 2 вересня 1802 нагороджений орденом св. Володимира 3-го ступеня. 1808 року обраний членом Російської академії наук.
З 20 серпня 1812, отримавши записку від начальника уряду Москви, перед входом до міста французьких військ, займався упаковкою архіву — уклав найважливіші справи в 305 скринь і коробів. 23 серпня виїхав слідом за архівними паперами у Владимир, потім у Нижній Новгород.
25 січня 1813 з архівом повернувся до Москви.
Остання робота — підготовка до друку «Державних грамот і договорів», раніше ним описаних і зведених у хронологічній послідовности, з яких перша частина видана 1813.
20 січня 1814 помер на 77-му році життя. Похований у Донському монастирі біля могили дядька-архієпископа Амвросія і молодшого брата Івана Бантиша.
На могилі вченого епітафія: «Збираю розпорошене» — найповніше визначення його ролі в історії гуманітарних наук.

## Наукова та видавнича робота
- 1766 — склав за дорученням Міллера для імператриці Катерини II 6 ґрунтовних рукописних трактатів з різних питань історико-дипломатичного характеру.

- 1780, 1781 і 1784 — склав «Дипломатичний збірник справ між російським і польським дворами, з самого початку по 1700 р.» в 5 томах; цим твором згодом керувався історіограф М. М. Карамзін.

- склав «Дипломатичний збірник справ між Російською та Китайською державами, з 1619 по 1792»; працю було відправлено в Колегію закордонних справ.

- 1794 — за дорученням імператриці склав докладні відомості про українських та білоруських греко-католиків, які потрапили під владу Російської імперії.

1797 — закінчив опис справ «Грецьких духовних і світських осіб, Китайського двору, Молдавії та Валахії».
- 1798 — описав «Справи про в'їзних до Росії іноземців».

- 1799 — склав «Реєстр та опис малоросійських і татарських справ».

- склав «Скорочені дипломатичні відомості про взаємини між російськими монархами і європейськими державними посольствами, їх листуваннях і договори, що зберігаються державною Колегією закордонних справ у московському архіві, з 1481 по 1800 р.» в 4-х томах.

- склав «Виписку з конференцій іноземних міністрів, які перебували при російському дворі».

- склав «Виписку з усіх конференцій колишніх іноземних міністрів дворів: австрійсько-цісарського, англійського, гішпанского, Голландських штатів, датського, прусського, французького та шведського, з 1742 по 1762 р.».

- 1805-1809 — описав справи турецького двору, прикордонних з Польщею, сербських, слов'янських та інших сусідніх з ними народів, а також азійських.

- 1808 — склав «Реєстр справ колишньої між Росією і Пруссією війни з 1756 по 1763 рр.»

- 1809—1810 — описав справи царювання імператриці Єлисавети Петрівни з 1742 по 1762 рр.

- склав «Алфавіт всіх вхідних і вихідних справ архіву, з 1720 по 1811 рр.» (94 книги архівних справ).

Видав велику кількість навчальних книг, яких потребували духовні семінарії: латинські букварі (надруковані в Москві — 1779, 1780, 1783, 1784, 1786 і в Лейпцигу, 1786) і латино-французько-російські прописи (Москва, 1779, 1781, 1783, 1784 1786, 1788, 1791). Крім того, видав:
- Латинську граматику;
- Грецьку граматику Варлаама Лащевського;
- Єврейську коротку граматику Фроша;
- Риторику Бурга;
- Латинську філософію БАУМЕЙСТЕР;
- Богослов'я Феофана Прокоповича в 3-х томах;
- латинську «фразеологія» Вагнера;
- «Богослов'я» Феофілакта Горського, єпископа Переяславського, латинською мовою;
- «Богослов'я» Іакинфа Карпінського, латинською мовою.

Займався перекладами, більшість з яких втрачені в 1812 році разом із колекцією листів.

## Праці
- Бантыш-Каменский, Н. Н. Историческое известие о возникшей в Польше унии / Н. Н. Бантыш-Каменский. – Вильно : типография А. Сыркина, 1864. – 410 с.
- Бантыш-Каменский Н. Н. Обзор внешних сношений России (по 1800 г.): Ч. 1—4. Москва: Комиссия печатания государственных грамот и договоров Московском главном архиве Министерства Иностранных дел, 1894—1902.
  - Москва, 1894, Ч. 1 (Австрия, Англия, Венгрия, Голландия, Дания, Испания).
  - Москва, 1896, Ч. 2 (Германия и Италия).  [Архівовано 24 липня 2019 у Wayback Machine.]
  - Москва, 1897, Ч. 3 (Курляндия, Лифляндия, Эстляндия, Финляндия, Польша и Португалия).  [Архівовано 23 серпня 2020 у Wayback Machine.]
  - Москва, 1902, Ч. 4 (Пруссия, Франция, Швеция).   [Архівовано 23 липня 2019 у Wayback Machine.]